# منتخب تركيا للكورفبال
منتخب تركيا للكورفبال هو ممثل تركيا الرسمي في المنافسات الدولية في كرة السلة الهولندية
.